# Lapley, Stretton and Wheaton Aston
Lapley, Stretton and Wheaton Aston est une paroisse civile du Staffordshire, en Angleterre.